# Ellen Gulbransonová
Ellen Gulbranson (4. března 1863 Stockholm – 2. ledna 1947 Oslo) byla švédská sopranistka.

## Život
Hudebně se vzdělávala u Mathilde Marchesi v Paříži.

## Angažmá a role
Její první vystoupení bylo ve Stockholmu v opeře Aida jako Amneris roku 1889.

### Angažmá
- 1896–1914 – Bayreuth
- 1900 a 1907 – Royal Opera House, Covent Garden, Londýn

Dále zpívala v Petrohradu, Berlíně a Vídni. Svou uměleckou kariéru ukončila roku 1915.

### Role
- Brünnhilda – opery Valkýra a Siegfried Richarda Wagnera
- Kundry – opera Parsifal Richarda Wagnera